# رباح (سعدان)
القُردوح أو القُرْدُح أو الرُبَّاح قرد أفريقي (الاسم العلمي:Papio) (بالإنجليزية: Baboon)‏ هو جنس من الحيوانات يتبع فصيلة سعادين العالم القديم من رتبة الرئيسيات. وهو قرد من القرود الكبيرة في مملكة القرود البدائية. يكبره فقط في تلك الفصيلة قرود الميمون و الدريل. فهي قرود كبيرة ذو خطوم طويلة تشبه الكلاب، وتعيش حياة برية. فهذه الخطوم تحوي على أسنان كبيرة مما يجعلها كانها كائنات حية شرسة. قرد البابون من الحيوانات المقدسة في الحضارة المصرية القديمة. البابون سعدان معتدل الحجم تزن ذكور أكبر أنواعه 41 كغم وتزن إناث أصغر أنواعه 10 كغم فقط، توجد ستة أنواع من البابون هي : الرباح المقدس ورباح غينيا والرباح الزيتوني والرباح الأصفر ورباح كِنْدا [الإنجليزية] والشقمة، توجد كل أنواع الرُبَّاح في إفريقيا والجزيرة العربية.
البابونات حيوانات اجتماعية تعيش في مجموعات تُسمى فرقا مكونة من عدد يتراوح بين 5 أفراد ومئات من الأفراد تعيش وتسافر معا تحرس الذكور المجموعة بينما تعتني الإناث بالصغار وتعتمد صغار البابون على الأم للطعام وللحماية يمكن أن تكون البابونات عدوانية فعلا فللذكور أسنان طويلة كلبيه كالخنجر تستخدمها لكي تهدد وتخيف بابونات أخرى.
تتغذى البابونات على الفواكه وأوراق الأشجار والبراعم ومن طعامها المفضّل الصمغ الحلو الموجود في لحاء أشجار الحمى الصغيرة وتأكل البابونات كذلك الحشرات والديدان. تكيفت البابونات مع كثير من البيئات بسبب التنوع الواسع في الأطعمة التي تأكلها ويمكن أن توجد البابونات في السافانا والغابات الاستوائية والصحاري والجبال وعلى الشواطئ البحرية.
تتسلق البابونات الأشجار العالية أو الشعاب الشاهقة لتحمي أنفسها من الحيوانات المفترسة ولتستريح في الليل وتفضل البابونات أن تعيش في أماكن قريبة من ماء الشرب. البابونات حيوانات قوية لها حواجب ناتئة وأطراف قوية وذيل طويل ويختلف مظهر الذكور بوضوح عن مظهر الإناث لأن للذكور شعرا طويلا حول الرقبة ولأن حجمها ضعف حجم الإناث للبانونات فكوك قوية بارزة وجيوب كبيرة في خدودها تخزن فيها الطعام.
تعدّ البابونات القدسة أصغر البابونات في العالم وتوجد في إثيوبيا وتوجد في جنوب المملكة العربية السعودية والصومال واليمن ويبلغ وزن الذكور 17 كغ ووزن الإناث 10 كغم لإناث وصغار البابونات معاطف بنية خفيفة ورقيقة وللذكور شعر فضي على ظهورها وللذكور كذلك كتلة ضخمة من الشعر على أكتافها وأعناقها.
تعدّ البابونات الشقمة أكبر البابونات في العالم وتوجد في غابات السافانا وجبال جنوب أفريقيا لونها رمادي أو أسود ويبلغ وزن ذكورها 40 كغم والإناث أصغر حجما كثيرا من الذكور تعرف بابونات الشقمة باسم البابونات ذات الذيل الخنزيري.

## أنواعه
- رباح زيتوني (الاسم العلمي:Papio anubis)
- رباح أصفر (الاسم العلمي:Papio cynocephalus)
- رباح مقدس (الاسم العلمي:Papio hamadryas)
- رباح غينيا (الاسم العلمي:Papio papio)
- شقمة (الاسم العلمي:Papio ursinus)

## معرض صور

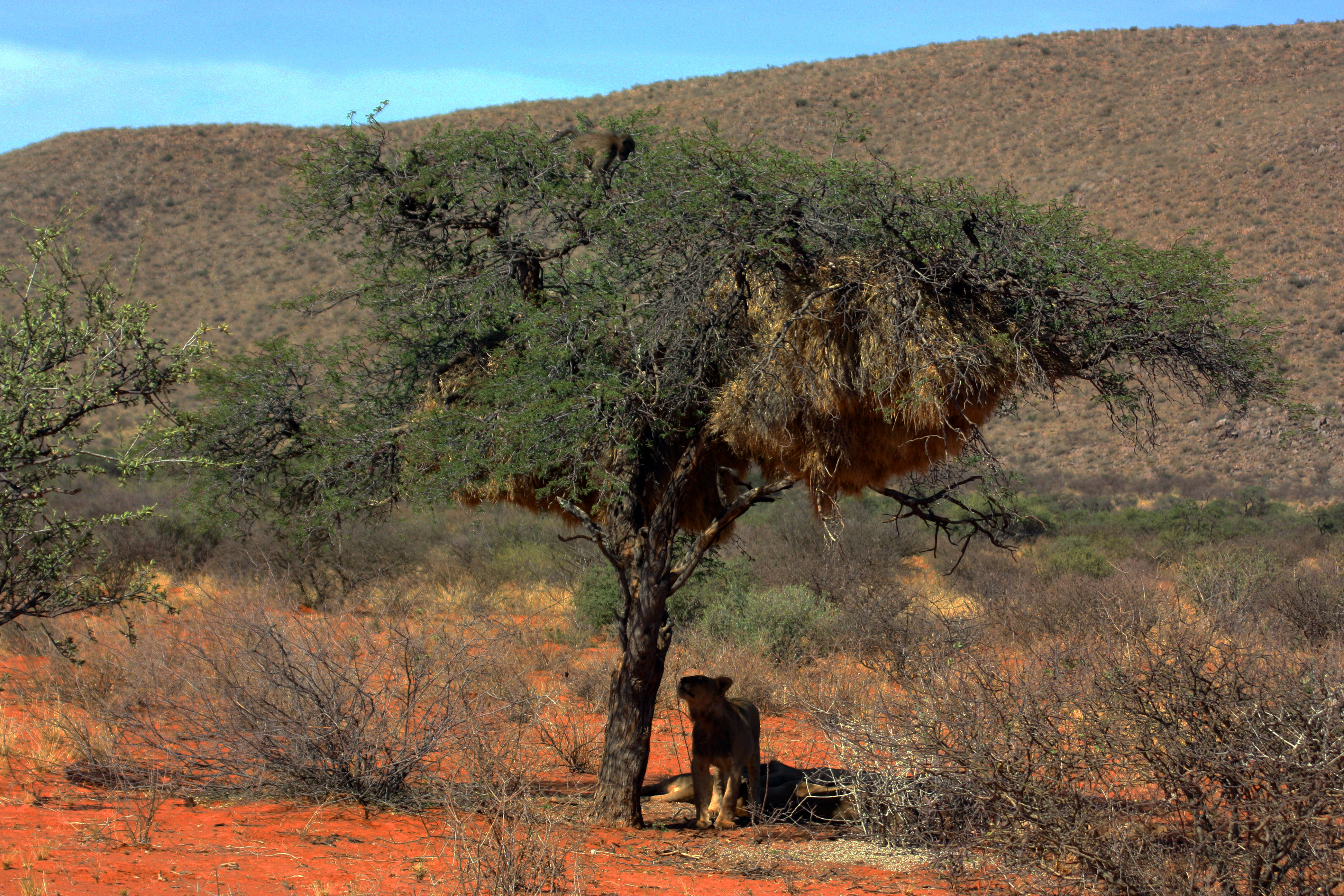
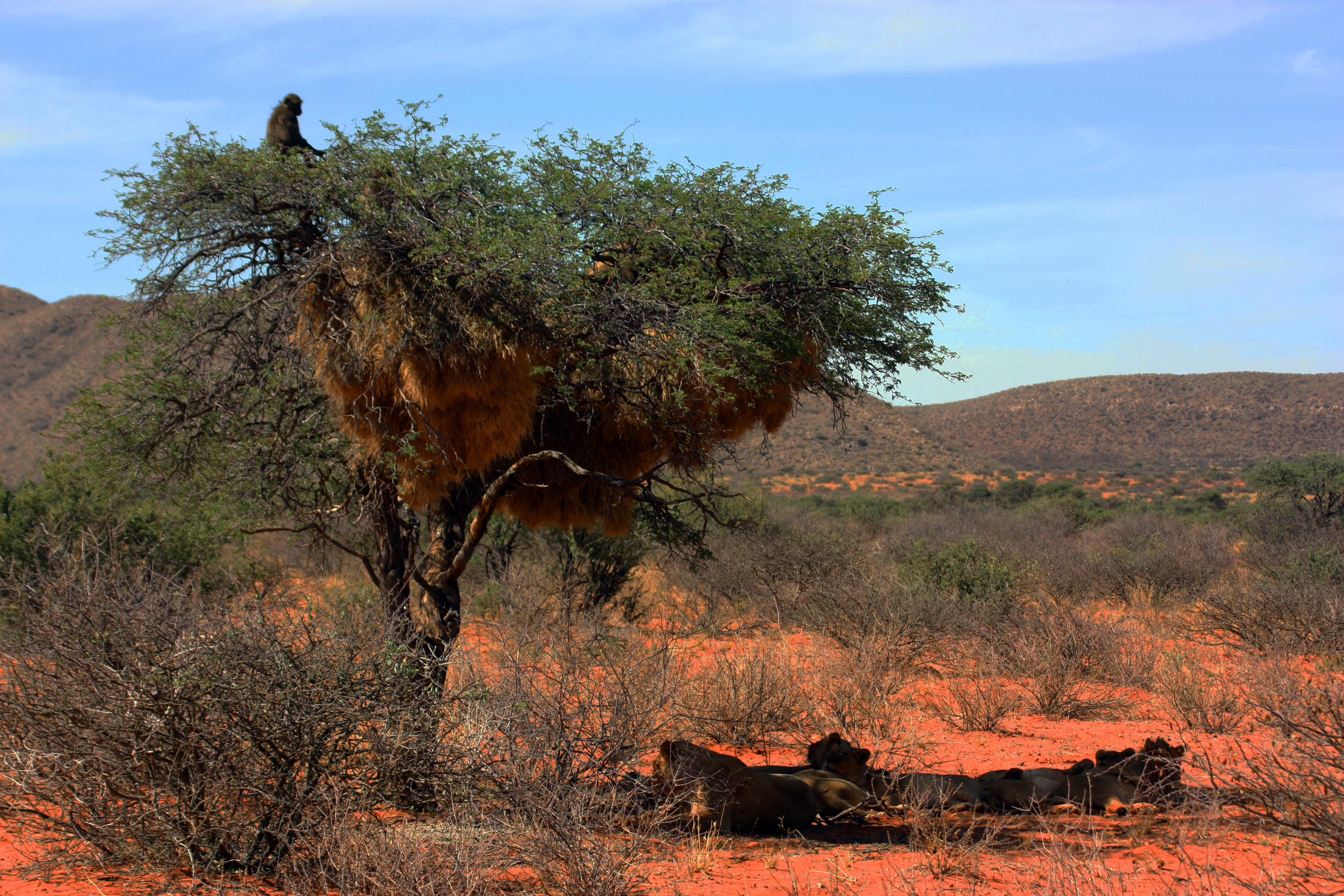
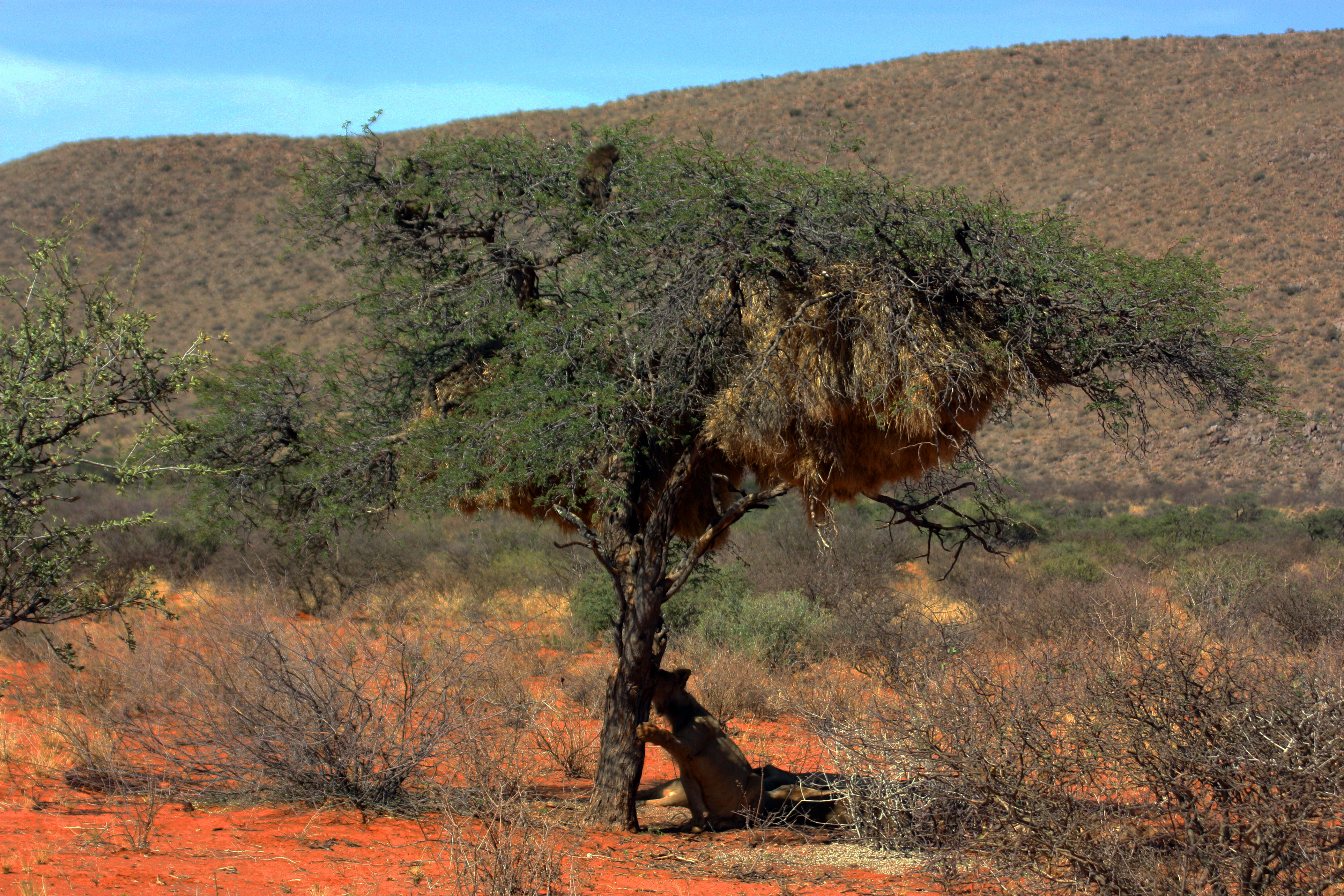